# Лициния (весталка I века до н. э.)
Лици́ния (лат. Licinia; умерла после 63 года до н. э.) — древнеримская весталка, жившая в I веке до н. э.

## Биография
Лициния происходила из знатного плебейского рода Лициниев.
В 73 году до н. э. она была обвинена в запретной для весталок интимной связи с Марком Лицинием Крассом; некто Плавтий даже подверг её судебному преследованию. Однако Красс сумел спасти себя и Лицинию от расправы, убедив общественность, что его ухаживания за ней имели лишь корыстную цель завладеть её собственностью.

У Лицинии было прекрасное имение в окрестностях Рима, и Красс, желая дёшево его купить, усердно ухаживал за Лицинией, оказывая ей услуги, и тем навлёк на себя подозрения. Но он как-то сумел, ссылаясь на корыстолюбивые свои побуждения, снять с себя обвинение в прелюбодеянии, и судьи оправдали его. От Лицинии же он отстал не раньше, чем завладел её имением.
— Плутарх. Красс, I
Когда Луций Корнелий Лентул Нигер был назначен фламином Марса (по разным версиям, в 70, 69 или 64 году до н. э.), Лициния совместно с тремя другими весталками присутствовала на роскошном пиру, устроенном по этому поводу.
В 63 году до н. э. уступила своё почётное место на гладиаторских играх своему кузену, Луцию Лицинию Мурене, который претендовал на консульство следующего года, продемонстрировав тем самым его поддержку семьёй и бессмертными богами.